# Nanodea
- Commons
- Wikispecies

Nanodea é um género botânico pertencente à família Santalaceae.